# Liebe ist nicht nur ein Wort
Liebe ist nicht nur ein Wort ist ein Lied der Schweizer Schlagersängerin Paola aus dem Jahr 1981.

## Entstehung und Veröffentlichung
Geschrieben wurde das Lied gemeinsam von Roland Heck und Michael Kunze. Heck zeichnete zudem auch für die Produktion verantwortlich.
Die Erstveröffentlichung von Liebe ist nicht nur ein Wort erfolgte als Single im Juni 1981. Diese erschien als 7″-Single mit der B-Seite Dafür gibt es keine Worte (Katalognummer: A 1461).
Um das Lied zu bewerben, erfolgte unter anderem ein Liveauftritt in der ZDF-Hitparade am 10. August 1981.

## Chartplatzierungen
Liebe ist nicht nur ein Wort platzierte sich fünf Wochen in den deutschen Singlecharts und erreichte mit Rang 48 seine beste Platzierung. Es avancierte zu Paolas sechsten Charthit in Deutschland. Darüber hinaus platzierte sich das Lied acht Wochen in den deutschen Airplaycharts, wo es mit Rang 20 seine beste Platzierung erreichte.
| ChartsChartplatzierungen | Höchstplatzierung | Wochen |
| ------------------------ | ----------------- | ------ |
| Deutschland (GfK)        | 48 (5 Wo.)        | 5      |